# Budge Manzia
Budge Manzia (uváděný i jako Bidje Manzia; * 24. září 1994, Kinshasa, Zair, dnešní DR Kongo) je fotbalista, útočník nebo ofenzivní záložník z Demokratické republiky Kongo, od ledna 2017 hráč klubu SK Sigma Olomouc. V lednu 2019 přestoupil do týmu SFC Opava.

## Klubová kariéra

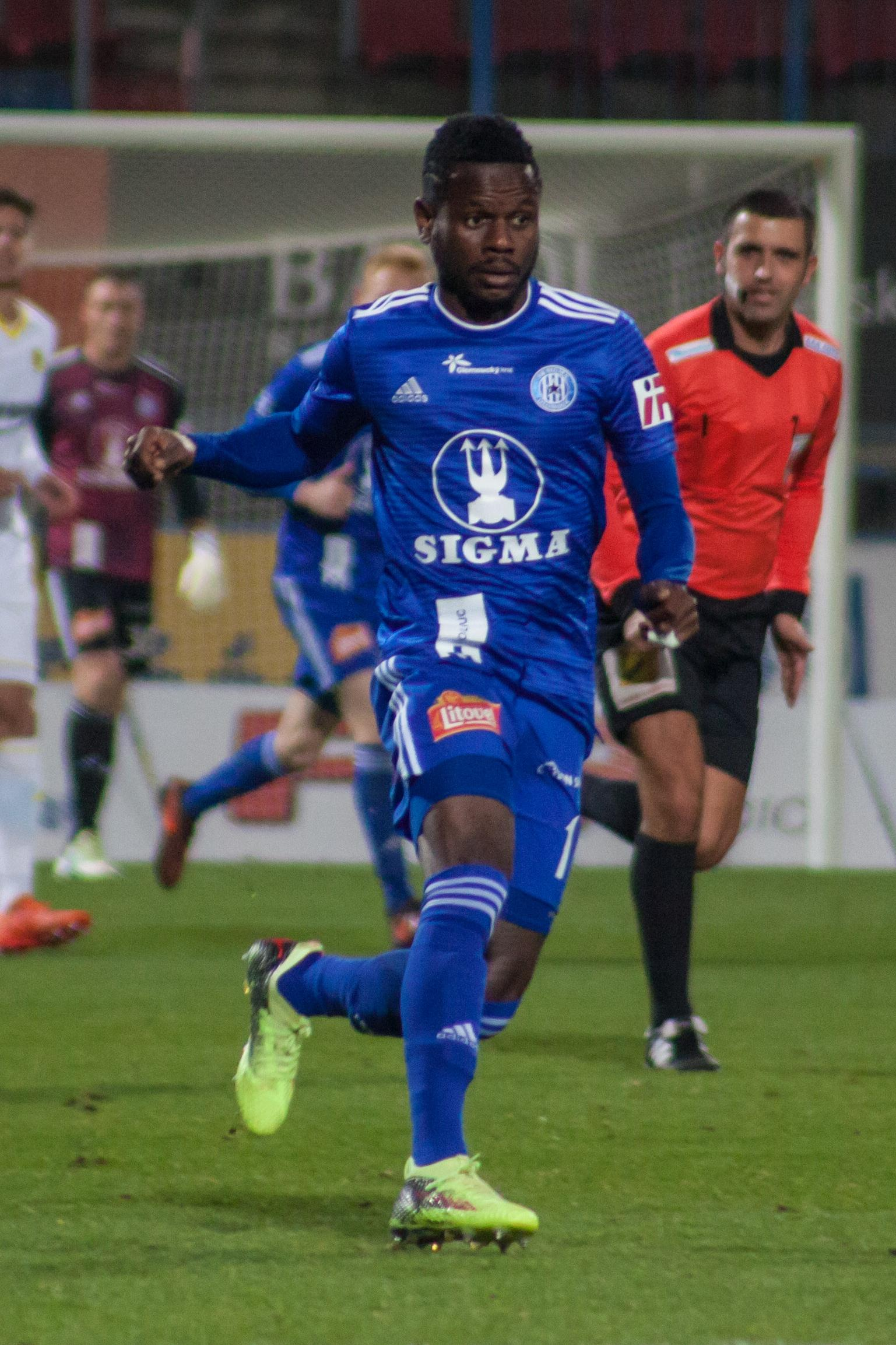
Bidje Manzia v dresu SK Sigma Olomouc (2018)

Manzia hrál fotbal ve své vlasti v klubu Shark XI Kinshasa, odkud jej na začátku roku 2013 angažoval známý tuniský klub Étoile Sportive du Sahel.
V lednu 2014 přestoupil do českého celku FK Dukla Praha, kde podepsal smlouvu na 3½ roku. Sportovní ředitel pražského týmu Günter Bittengel uvedl, že si klub od hráče slibuje vylepšení své ofensivní činnosti. V 1. české lize debutoval za Duklu 31. srpna 2014 proti FC Viktoria Plzeň (porážka 1:2, nastoupil v závěru utkání). Na podzim 2015 hostoval v FK Baník Sokolov.
V lednu 2017 přestoupil do klubu SK Sigma Olomouc hrajícího 2. českou ligu. Na jaře odehrál 13 ligových zápasů a dvakrát v nich skóroval. Se Sigmou slavil na konci sezóny 2016/17 návrat do nejvyšší české ligy.

## Reprezentační kariéra
Budge Manzia byl členem reprezentace DR Kongo do 20 let.
V A-mužstvu Demokratické republiky Kongo debutoval v přátelském zápase s reprezentací Burkiny Faso 14. listopadu 2012 v Maroku (porážka 0:1). Nastoupil do utkání v 60. minutě. Byl nominován na Africký pohár národů 2013 v Jihoafrické republice, ale na turnaji nenastoupil ani k jednomu zápasu (tým DR Kongo byl vyřazen po 3 remízových zápasech v základní skupině B).